# Jan Sopko
Jan Sopko (* 17. Oktober 1968) ist ein ehemaliger tschechischer Fußballspieler.

## Vereinskarriere
Sopko begann mit dem Fußballspielen im Alter von sechs Jahren bei Tatran Přimda. Nach zehn Jahren wechselte der Abwehrspieler zu UD Tachov, wo er aber nur eine Saison blieb. Sein letztes Jahr als A-Jugendlicher spielte er für Škoda Pilsen.
Zur Saison 1987/88 wechselte er zu RH Cheb und debütierte am 4. Mai 1988 im Spiel gegen 1. FC Tatran Prešov, das 0:0 endete, in der höchsten tschechoslowakischen Spielklasse. Einen Stammplatz konnte sich der Verteidiger erst in seinem vierten Jahr in Cheb erkämpfen und überzeugte derart, dass er nach der Saison vom Spitzenklub Sparta Prag verpflichtet wurde. Mit Sparta wurde Sopko 1993, 1994 und 1995 tschechischer Meister, spielte jedoch nur in der Saison 1994/95 regelmäßig. Von 1995 bis 1998 stand er beim FK Jablonec unter Vertrag, mit dem er 1997/98 tschechischer Pokalsieger wurde.
Anfang 1999 wurde Sopko vom österreichischen Bundesligisten Vorwärts Steyr verpflichtet, für den er 15 Erstligaspiele absolvierte, den Abstieg der Mannschaft aber nicht verhindern konnte. Anschließend beendete er seine Laufbahn.
In der ersten tschechoslowakischen Liga kam Sopko auf 78 Einsätze, in denen er sechs Tore schoss. In der höchsten tschechischen Spielklasse spielte Sopko 96-mal und erzielte fünf Treffer.

## Nationalmannschaft
1984 machte Sopko drei Spiele für die tschechoslowakische U16-Auswahl.

## Trainer
Sopko arbeitet nach seinem Karriereende als Trainer im Amateurbereich, seit der Spielzeit 2006/07 betreut er die Mannschaft von TJ Rozvadov. Zuvor war er bei seinem Jugendverein Tatran Přimda tätig.
Seit 2009 ist er wieder Trainer bei Tatran Přimda.
| Personendaten    | Personendaten                |
| ---------------- | ---------------------------- |
| NAME             | Sopko, Jan                   |
| KURZBESCHREIBUNG | tschechischer Fußballspieler |
| GEBURTSDATUM     | 17. Oktober 1968             |